# Subdivisões da Nova Zelândia
Quando foi povoada originalmente, a Nova Zelândia foi dividida em províncias. Estas foram abolidas em 1876 para que o governo pudesse ser centralizado, por motivos financeiros. Em resultado, a Nova Zelândia não possui nenhuma entidade subnacional como província, estado ou território, para lá do governo local. Apesar disso, o espírito das províncias sobrevive e existe uma feroz rivalidade entre elas em acontecimentos culturais ou desportivos.
Desde 1876, o governo local tem administrado as várias regiões da Nova Zelândia. Devido à sua herança colonial, o governo local neozelandês reflecte com bastante fidelidade as estruturas britânicas de governo local, com conselhos de cidade, borough e condado. Ao longo dos anos, alguns destes conselhos fundiram-se ou tiveram as fronteiras ajustadas por mútuo acordo, e foram criados alguns novos. Em 1989, o governo reorganizaou por completo o governo local, implementando a actual estrutura de dois níveis com as regiões e as autoridades territoriais.
Hoje, a Nova Zelândia está dividida em 16 regiões para a administração de assuntos ambientais e de transportes, e 73 autoridades territoriais que administram as estradas, o saneamento básico, as autorizações de construção e outros assuntos locais. Das 16 regiões, 12 são governadas por um conselho regional eleito, enquanto 4 (uma cidade e três distritos) são governadas por autoridades territoriais, que também desempenham as funções de um conselho regional, e por isso são conhecidas como autoridades unitárias. As autoridades territoriais são 16 conselhos de cidade, 56 conselhos de distrito e o Conselho das Ilhas Chatham. O Conselho das Ilhas Chatham é similar a uma autoridade unitária, porém, segue sua própria legislação. Os distritos das autoridades territoriais não são subdivisões dos distritos dos conselhos regionais, e alguns atravessam as fronteiras dos conselhos regionais.